# Archactenis
Archactenis là một chi bướm đêm thuộc phân họ Tortricinae của họ Tortricidae.

## Các loài
- Archactenis centrostricta  (Diakonoff, 1941)
- Archactenis haplozona  (Meyrick, 1921)